# 围龙镇
围龙镇，是中华人民共和国重庆市铜梁区下辖的一个乡镇级行政单位。

## 行政区划
围龙镇下辖以下地区：
龙升社区、龙神村、卧龙村、合龙村、龙隐村、龙井村、龙鸣村、龙湾村、龙苑村、化龙村、龙珠村、龙湖村、龙韵村和腾龙村。